# Жан д'Ібелін (старий сеньйор Бейрута)
Жан д'Ібелін (фр. Jean d'Ibelin; бл. 1179—1236), відомий як Старий сеньйор Бейрута — державний та військовий діяч Кіпрського й Єрусалимського королівств, впливовий дворянин і хрестоносець XIII століття, однин із найвідоміших представників впливового роду Ібелін. Син Баліана д'Ібеліна та королеви-вдови Марії Комніної, він мав тісні зв'язки з дворянством Кіпру та Єрусалиму, оскільки був зведеним братом королеви Ізабели I Єрусалимської. Ще до 20 років він був призначений коннетаблем Єрусалиму, а через кілька років став володарем Бейрута. Жан відбудував Бейрут після завоювання Саладіна та звів величний сімейний палац Ібелінів. З 1205 по 1210 рік він служив регентом Єрусалимського королівства для своєї племінниці Марії Монферратської після смерті її матері, королеви Ізабелли. Він також був регентом онука Ізабелли Генріха I Кіпрського з 1228 року до повноліття Генріха в 1232 році. Жан був відомий як принципова людина і вважався природним лідером християнських баронів у Святій Землі. Він протистояв прагненню отримати владу в державах хрестоносців імператора Священної Римської імперії Фрідріха II і протистояв імперським військам, доки король Генріх не досяг повноліття.

## Молоді роки
Жан був сином Баліана д'Ібелін, лорда Наблуса та Ібеліна, та Марії Комніної, вдови Єрусалимського короля Аморі I. До 1198 року він став коннетаблем Єрусалиму, оскільки той факт, що через матір він став зведеним братом Ізабели I, королеви Єрусалиму, надав йому значного впливу. У той час він був васалом Ральфа Тиверіадського, якого вигнали з королівства після звинувачень у спробі вбити короля Аморі II. Жан спробував виступити посередником, але Аморі не поступився.

## Лорд Бейрута
Приблизно перед 1205 роком Жан відмовився від посади коннетабля в обмін на володіння Бейрутом, який став домом для родини Ібелін на решту століття. Він відбудував місто, яке було повністю зруйноване під час завоювання Саладіном Єрусалимського королівства. Він також побудував розкішний палац, що поєднував в своїй архітектурі та оздобленні як мусульманський, так і візантійський вплив. Німецький посол у 1212 році Вільбранд Ольденбурзький написав вражаючий опис палацу, описавши фрескові розписи, мозаїку на підлозі та мармуровий фонтан у внутрішньому дворику. Історик Пітер Едбері описав розповідь посла так: «Особливістю громадських кімнат були ефекти тромплей, досягнуті за допомогою мармурових вставок, з підлогою, що нагадувала море, і стелею, «розмальованою такими живими кольорами, що через них проходять хмари». дме західний вітер, і там сонце, здається, позначає рік і місяці, дні й тижні, години й моменти своїм рухом у зодіаку. Мармуровий фонтан із драконом у центрі стояв у центральному залі, його струмені охолоджують повітря, а дзюрчання води справляє цілком заспокійливий ефект». Бейрутський замок був настільки добре укріплений, що в 1231–1232 роках витримав облогу, яка тривала кілька місяців.
Бейрут фактично був незалежною державою під правлінням Жана д'Ібелін. У 1207 році Жан додав до своїх володінь Арзуф через шлюб з Мелісендою  Арзуфською, що зробило його одним із найбагатших дворян у королівстві.

## Регент
З 1205 по 1210 рік Жан служив регентом в Акрі, новій столиці Єрусалимського королівства, для Марії Монферратської, дочки королеви Ізабели I. Як регент, Жан допоміг організувати шлюб сина Амальріка II Кіпрського Гуго I з Алісою Шампанською, дочкою попередника Амальріка на посаді короля Єрусалиму, Генріха II Шампаньського. У 1210 році він також допоміг організувати шлюб Марії Монферратської з Жаном Брієнським, якого запропонував король Франції Філіп II Август.
До 1217 року Жан і його брат Філіп д'Ібелін також втягнулися в політику Кіпрського королівства. Очевидно, вони віддалилися від Жана Брієннського, але вони представляли Кіпр на раді в Акрі, яка зібралася, щоб спланувати початок П’ятого хрестового походу. Коли Гуго I помер у 1218 році, Філіп став регентом Генріха I Кіпрського, сина Гуго, племінника Філіпа. Коли Філіп помер у 1228 році, Жан зайняв ту саму посаду. Хоча і Філіп, і Жан були близькими родичами Генріха I, як його дядьки, на Кіпрі їм все ще протистояли прихильники родини Лузіньян, членом якої був Генріх; його внучатий дядько Гі де Лузіньян і дід Амальрік були першими двома королями Кіпру.

## Боротьба за Кіпр
У 1228 році, коли імператор Священної Римської імперії Фрідріх II прибув на Кіпр під час Шостого хрестового походу, боротьба за владу посилилася. Фрідріх був пов'язаний з єрусалимською знаттю через те, що був одружений з Ізабеллою II, донькою Жана Брієннського, і Фрідріх спробував використати це, щоб отримати владу. Він претендував на королівство Єрусалиму та сюзеренство на Кіпрі, а також на панування Жана д'Ібелін над Бейрутом, від чого Жан, природно, відмовився. Коли Жана д'Ібелін запросили на бенкет, де його затримала озброєні гвардійці Фрідріха, він був змушений передати регентство та Кіпр під контроль імператора Фрідріха під керівництвом Амальріка Барле. Однак це було тимчасово, оскільки Жан пізніше чинив опір із застосуванням військової сили.
Після того, як Фрідріх покинув острів у квітні 1229 року, війська Жана д'Ібелін перемогли імперських приставів, що залишилися, у битві біля Нікосії 14 липня 1229 року, поклавши початок війні з ломбардцями. Жан захопив владу на Кіпрі, вигнавши п'ятьох бальї, призначених імператором Фрідріхом II, і оголосив себе регентом при неповнолітньому королі Генріху. У 1231 році Фрідріх послав армію під проводом маршала імперії, яка спробувала вторгнутися на Кіпр. Жан зміг відбити вторгнення в битві при Агріді, але імперський флот відплив до Бейрута, головного осередку сил Жана, який вони обложили і майже захопили. Імперський маршал Річард Філанґієрі зміг закріпитися в Єрусалимі та Тирі, які він повернув за договором у 1229 році, але Бейрут та столиця Акко встояли перед імперськими силами.
В 1232 році Жан склав повноваження регента Кіпрського королівства і прибув в Акру, де прихильники Жана сформували комуну і обрали його очільником (мером), коли він прибув у місто. Комуна Акри змогла зняти облогу Бейрута, але через відсутність Жана на Кіпрі прихильники Лузіньянів захопили контроль над островом. У будь-якому випадку, мололітній Генріх I Кіпрський досяг повноліття в тому ж році, і в регентстві Жана більше не було необхідності. Коли Генріх I успадкував трон, Жан і Ріккардо негайно повернулись назад на Кіпр, де імперські війська зазнали поразки в битві 15 червня. Генріх став беззаперечним королем Кіпру, і оскільки він підтримував Ібелінів в їх суперечці з Лузіньянами, сім'я Жана залишилася. впливовий.
Конфлікт тривав, оскільки Філанґері надалі утримував контроль над Єрусалимом та Тіром та мав підтримку Боемунда IV Антіохійського, Тевтонського ордену, лицарів-госпітальєрів та пізанців. Жана, зі свого боку, підтримували його вельможі на Кіпрі та в його континентальних володіннях у Бейруті, Кесарії та Арзуфі, а також Орден тамплієрів і генуезці. Жодна зі сторін не змогла просунутися вперед, і в 1234 році папа Григорій IX відлучив Жана та його прибічників від церкви. Це було частково скасовано в 1235 році, але не призвело до укладення миру.

## Смерть
В останній рік свого життя Жан д'Ібелін, як і багато інших літніх баронів, приєднався до ордену тамплієрів, щоб померти як тамплієр. Його сім'я була проти цього, але Жан наполіг, і його вшанували великими похоронами в Акко в 1236 році.

## Титули
- Сеньйор Арзуфа
- Сеньйор Наблуса
- Конетабль Єрусалимського королівства (1198—1205)
- Сеньйор Бейрута
- Регент Єрусалимського королівства (1205—1210)
- Регент Кіпрського королівства (1227—1232)
- Мер Акри з 1232

## Родина та діти
Жан був одружений двічі. Його першою дружиною в 1201/1202 рр. стала Ельвіса Нефінська. Про шлюб мало що відомо, за винятком того, що у пари було п'ятеро синів, усі вони померли до того, як померла сама Ельвіса.
У 1207 році Жан одружився з Мелісендою, володаркою Арзуфа, з якою у нього було п'ять синів і дочка:
- Баліан III д'Ібелін, сеньйор Бейрута
- Жан д'Ібелін, сеньйор Арзуфа
- Рауль д'Ібелін
- Гуго д'Ібелін
- Балдуїн д'Ібелін, сенешаль Кіпру
- Гі д'Ібелін, коннетабль Кіпру
- Ізабелла д'Ібелін